# Flughafen Laughlin/Bullhead

i7
i11
i13
Der Laughlin/Bullhead International Airport (IATA-Code: IFP, ICAO-Code: KIFP) ist ein öffentlicher Flughafen, 2 km nördlich von Bullhead City im Mohave County, Arizona in den Vereinigten Staaten.

## Flughafendaten
Er hat eine Asphaltpiste mit 2591 m Länge und 46 m Breite. Die Fläche des Flughafens beträgt 260 ha. Die Seehöhe beträgt 215 m.

## Geschichte
Im Jahr 1942 begann das United States Bureau of Reclamation mit dem Bau des Kraftwerks Davis Dam. Im Jahr 1946 wurde auf dem Gelände des Bureau of Land Management (BLM) eine Landebahn als Landeplatz für Flugzeuge eingerichtet, die Ausrüstung und Personal im Zusammenhang mit dem Davis-Staudamm-Projekt transportierten. Die Landebahn befand sich etwa zweieinhalb Meilen südlich des Damms an der Stelle, die heute als Airport Commercial Center bekannt ist.
Im Jahr 1968 mietete das Mohave County den Flughafen von der BLM. Im Jahr 1971 verpachtete der Landkreis einen Teil des Flughafens an Bullhead Airport, Inc., ein privates Unternehmen, das FBO-Dienste (Fixed Base Operation) anbot. 1979 wurde zwischen Mohave County und der neu gegründeten Mohave County Airport Authority (MCAA), einem gemeinnützigen Unternehmen, ein neuer Flughafenpachtvertrag für den Flughafen ausgehandelt. Zwischen 1988 und 1991 wurden auf der Ostseite des Flughafengeländes neue luft- und landseitige Anlagen geplant und entwickelt. Dazu gehörten eine neue, längere Start- und Landebahn und Rollwege, ein kommerzielles Serviceterminal, ein Vorfeld und ein Parkplatz für Autos. Am 1. April 1999 wurde der, den Sicherheitsempfehlungen der FAA entsprechende, Flugverkehrskontrollturm (ATC) eröffnet. Der Umzug der Einrichtungen der allgemeinen Luftfahrt wurde 2003 abgeschlossen.
Der internationale Flughafen Laughlin/Bullhead war bis in die 1990er Jahre als „Bullhead City Airport“ bekannt, als Fluggesellschaften wie Air Laughlin, Vanguard Airlines, Viscount Air Services und andere Luftfahrtunternehmen Charterflüge mit Boeing 737 und McDonnell Douglas DC-9 vom Phoenix Sky Harbor International Airport aus durchführten. Laut dem offiziellen Fluglinienführer betrieb Morris Air 1993 einen planmäßigen Nonstop-Flug zwischen dem Flughafen und San Francisco (SFO) mit Boeing 737-300-Jets. Bis 1994 betrieb Morris Air einen planmäßigen Nonstop-Boeing 737-300-Flug zwischen dem Flughafen und Oakland (OAK), Salt Lake City (SLC) und San Jose (SJC).
Laut der Ausgabe des Official Airline Guide (OAG) vom April 1995 war Reno Air die einzige Fluggesellschaft, die Linienflüge zum Flughafen durchführte, mit McDonnell Douglas MD-80-Flügen an fünf Tagen in der Woche vom San Jose International Airport (SJC). Die anderen regulären Passagierflugdienste wurden zu dieser Zeit mit Beechcraft 1900 von regionalen Fluggesellschaften wie America West Express (betrieben von Mesa Airlines über eine Code-Sharing-Vereinbarung im Namen von America West Airlines), Arizona Airways (unabhängig operierend) und durchgeführt, United Express (betrieben von Mesa Airlines über eine Code-Sharing-Vereinbarung im Auftrag von United Airlines) mit Nonstop- und Direkt-One-Stop-Service vom Los Angeles International Airport (LAX), Nonstop-Flügen vom Long Beach Airport (LGB), Kalifornien, Nonstop-Flügen vom Ontario International Airport (ONT), Nonstop- und Direktflüge vom Phoenix Sky Harbor International Airport (PHX) und Nonstop-Flüge vom Tucson International Airport (TUS) sowie direkte One-Stop-Flüge von Albuquerque (ABQ).
Im Jahr 2002 führte Sun Country Airlines einen neuen Jetservice mit Boeing 737-800 nach Bullhead City von Minneapolis/St Paul, Minnesota (MSP) ein. Die Fluggesellschaft beschloss schließlich, den Laughlin/Bullhead International Airport zu einem kleinen Drehkreuz für die südwestliche Region der USA zu machen. Im Jahr 2004 kehrte Ryan International Airlines zu den Charterflügen aus der Region Phoenix zurück und flog zwischen Bullhead City und dem Phoenix-Mesa Gateway Airport (AZA) mit McDonnell Douglas MD-82-Jetlinern. Der Passagierservice wurde von Western Express Air auch zum Phoenix Deer Valley Airport in Arizona sowie zum Riverside Municipal Airport (RAL) in Kalifornien mit kleinen Turbopropflugzeugen durchgeführt; Diese Flüge endeten jedoch, als die Fluggesellschaft Ende Mai 2007 den Betrieb einstellte.
Im Juni 2015 schloss Sun Country Airlines eine langfristige Vereinbarung mit Total Rewards Air der Caesars Entertainment Corporation, dem größten inländischen Charterdienst der Gaming-Branche. In den nächsten drei Jahren verband Sun Country Airlines, mit einer Boeing 737-700, im Auftrag von Total Rewards Air zusammen mit ViaAir die wichtigsten Zieldrehkreuze von Total Rewards Air (Atlantic City, New Jersey; Laughlin/Bullhead, Tunica und Gulfport, Mississippi) mit mehr als 100 Herkunftsstädten in den USA.

## Flugbetrieb
Im Jahre 2022 wurden 55.106 Passagiere befördert. Im selben Jahr fanden 10.085 Flugbewegungen statt, davon 1.119 lokale Bewegungen, 5.441 Zwischenlandungen, 2.147 Air-Taxi-Flüge, 760 Frachtflüge und 618 militärische Flüge. In diesem Jahr waren hier 21 einmotorige und 3 zweimotorige Flugzeuge sowie 4 Hubschrauber stationiert.